# Bosque petrificado Sarmiento

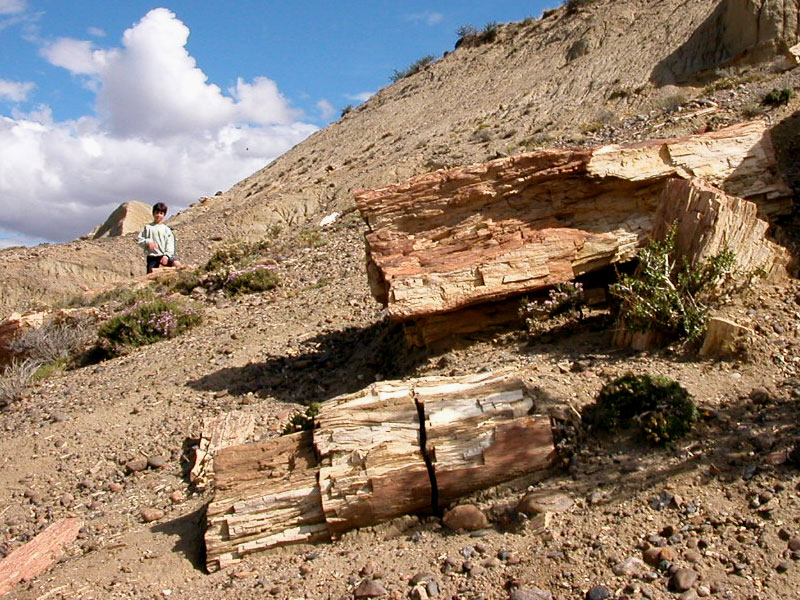
Otra vista del área.

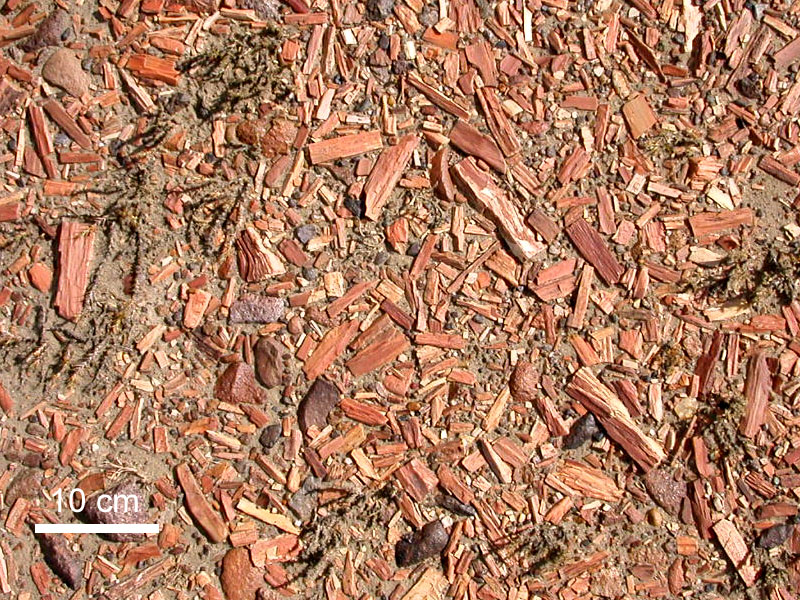
Astillas de madera petrificada en el Bosque Petrificado Sarmiento, Chubut.

El Bosque Petrificado Sarmiento es un área natural protegida provincial ubicada en el departamento Sarmiento, Chubut, Argentina, a 28 km de la ciudad de Sarmiento.
El «bosque petrificado» fue descubierto en 1927; se organizó como atractivo natural turístico a partir de 1970; en 1973 fue declarado área natural protegida por Ley Provincial n.º 2161 y en 2001 a través de la Ley Provincial n.º 4780 se le dio la categoría de monumento natural.
Tiene una superficie de 1880 ha de aspecto desértico, donde se encuentran diseminados fósiles de troncos petrificados de especies arbóreas de la familia de las coníferas, cuya edad estimada es de 65 millones de años. En la reserva hay un centro de interpretación con restos paleontológicos y arqueológicos de la región.
El proceso por el cual la madera se convierte en roca demanda millones de años y es producido por la sílice aportada durante erupciones volcánicas; cubiertos los árboles por la ceniza volcánica se inicia un proceso de permineralización.

## Acceso
Desde Sarmiento, se accede mediante un camino consolidado de ripio de 32 km.

## Actividades permitidas
- Caminata por los senderos autorizados.
- Observación de flora y fauna.
- Fotografía.
- Investigación y monitoreo, con previa autorización.

## Servicios
- Baños públicos
- Centro de visitantes
- Sendero peatonal interpretativo y autoguiado

## Geología
El bosque se ubica estratigráficamente en una formación de la época del Paleoceno (a inicios de la era del Cenozoico), con una edad aproximada de 65 millones de años.
Hace aproximadamente 62 millones de años esta área fue un antiguo lecho marino; hacia el oeste existían cerros con variados tipos de bosques, dominados por coníferas. En las costas húmedas se encontraban palmeras, helechos primitivos y algunas coníferas.
Los ríos y arroyos que existían arrastraban pendiente abajo los troncos muertos o árboles vivos de estos bosques hasta depositarlos en las playas. Particularmente, la zona tenía un gran delta, donde todos los cursos de agua confluían en la zona. Las grandes acumulaciones de troncos se producían en las desembocaduras de ríos y arroyos al llegar al nivel del mar, donde el cambio brusco de pendiente actuaba de barrera y al mismo tiempo, el abundante sedimento sepultaba los troncos.
Una vez sepultados en este medio rico en sales minerales, con poca actividad destructiva (sin bacterias ni oxígeno), comenzaba el proceso de petrificación.
En los sedimentos volcánicos de su suelo se encuentran abundantes fósiles de troncos de considerable dimensión. De estos sedimentos se han podido estudiar los minúsculos granos de polen, los cuales permitieron reconstruir con sumo detalle los tipos de vegetación dominante en la zona, que era de clima templado a cálido tropical con una humedad elevada.
El bosque petrificado tiene un paisaje lunar y sus cerros circundantes permiten observar los distintos estratos geológicos, de tonalidades variadas.
Además de los restos de troncos de árboles, también se hallan hojas, ramas, frutos, astillas y semillas.

## Flora
Hay cuatro zonas fitogeográficas:
- Peladales o Badlands, con ejemplares de mata mora y botón de oro.
- Matorral abierto, donde predomina el calafate, el molle y el algarrobillo.
- Estepa arbustiva, donde se encuentran especies de Ameghinoa patagonica, Chuquiraga avellanedae y mata laguna.
- Estepa subarbustiva con arbustos bajos como quilembai, Troncosoa seriphioides y Nassauvia ulicina, endémica de la Patagonia.

## Fauna
- Mamíferos: hay especies de guanaco, zorro gris, peludo, hurón menor, tucu-tucu y cuis chico, entre otros.
- Aves: entre otras se encuentran ejemplares de choique, chimango, loro barranquero, martineta común o perdiz copetona, águila mora y comesebo patagónico.
- En verano además abundan las lagartijas (Liolaemus kingii, Liolaemus xanthoviridis, Liolaemus telsen, etc).[7]

## Desarrollo turístico

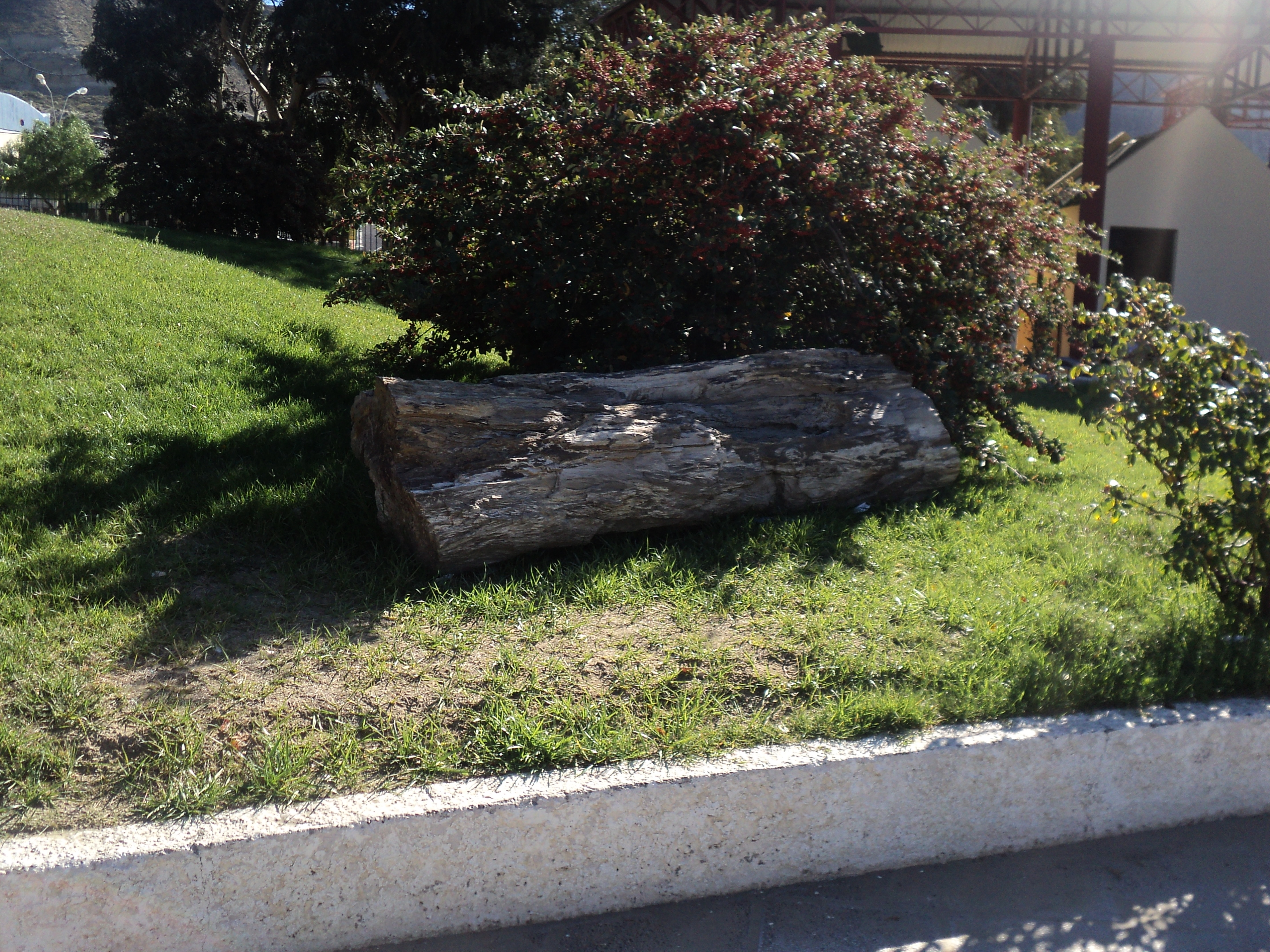
Tronco petrificado en el Museo Nacional del Petróleo. Fósiles como estos son usados en diferentes instituciones de Sarmiento y Comodoro Rivadavia como adorno y exposición.

El bosque tuvo una propuesta para potenciarlo turísticamente mediante un tren turístico en 1991. Un grupo de gente propuso desarrollar el turismo con un tren desde Sarmiento hasta el Bosque Petrificado, a unos 38km al sur de Sarmiento. El plan era aprovechar la vía que aun estaba intacta del ex ferrocarril de Comodoro Rivadavia a Sarmiento. Posiblemente que fueran inspirados por el éxito de La Trochita y es posible que también supieran de las intenciones de instalar en Ushuaia el Tren del Fin del Mundo. Reflexionaban usar los rieles antiguos de trocha ancha, que aun para ese año estaban intactos, y explotar además el material rodante sobrante en El Maitén.
Para inicios de los años 2000 el intendente Britapaja de Sarmiento apoyó la iniciativa y expuso el proyecto ante el Congreso. A pesar de que se volvió a insistir, esta vez de manera oficial, el proyecto no prosperó. 
El proyecto fue completamente sepultado por levantamiento del ramal Comodoro Rivadavia – Sarmiento que fue solicitado en julio de 2004 por el Gobierno provincial de Mario Das Neves al Organismo Nacional de Administración de Bienes del Estado. La autorización se obtuvo a comienzos del año 2005 por medio del subsecretario de Transporte Ferroviario de la Nación, Julio Tito Montaña. Los restos que perduraban de la línea comenzaron a ser desmontados desde 2005 hasta 2006 por la firma Natura Ecology, en el marco de un convenio con la Secretaría de Turismo, por el cual la empresa se comprometía a desmontar el ramal y trasladar 46 mil durmientes a la localidad de El Maitén para rehabilitar La Trochita. El costo de ese trabajo era de 700 mil pesos y sería pagado con rezagos del desguace. El convenio mencionado no fue tratado por la Legislatura Provincial. La tramoya política produjo la pérdida de tramos históricos que perdieron los rieles y durmientes; dicha maniobra se ejecutó sin dar aviso a los pobladores que nada sabían sobre la compra de rieles, y que consideraban al mismo como patrimonio histórico de la región. Además, el convenio no fue respetado y 46 mil durmientes y vías a no llegaron a El Maitén. El funcionario encargado de la Secretaría Juan Carlos Tolosa fue desvinculado de su cargo. A pesar de todo, los desguaces ordenados por el exgobernador Das Neves en 2005 y que en 2006 fueron frenados por un amparo de los vecinos. Aunque este levantamiento de las vías había acabado con casi todo el ferrocarril, se lo pudo detener por orden de la justicia a la altura de Parada Kilómetro 162. Por este hecho, se logró salvar desde inmediaciones del punto Kilómetro 162 hasta inmediaciones de Sarmiento casi todo el patrimonio histórico ferroviario que perduraba. Gracias a esto el tren turístico podría ser viable aún.
Para abril de 2007 el tema reaparece en un estudio de impacto ambiental de la presa Los Monos. Se afirmaba en el mismo que el proyecto estaba en etapa de definición. También, se expusieron datos como su velocidad, que sería de 12 km por hora, y que aprovecharía gran parte de las vías que todavía sobrevivían.
La construcción de este tren turístico uniría a la ciudad de los lagos con el Bosque Petrificado Sarmiento. Además del valor que agregaría, sería un intento por homenajear al desaparecido ferrocarril de Comodoro Rivadavia a Sarmiento.
En 2022 se supo que entre 8.000 y 14.000 turistas arribaron para conecer el área. Los mismos abordan un sendero de 2,5 kilómetros con 11 estaciones interpretativas.
Tras cumplirse 50 años del inicio de área protegida el gobierno de Chubut realizó la entrega de indumentaria a los guardafaunas del Área Natural Protegida Bosque Petrificado. Además, junto al municipio de Sarmiento se procedió a la inauguración de 34 nuevos carteles. Sin embargo, las quejas del acceso al área protegida son una constante; siendo difícil su visita para autos de dimensiones normales.